# Varennes-sous-Dun
Pour les articles homonymes, voir Varennes et Dun.
Varennes-sous-Dun est une commune française située dans le département de Saône-et-Loire en région Bourgogne-Franche-Comté.

## Géographie

### Localisation
Varennes-sous-Dun fait partie du Brionnais.
La commune de Varennes-sous-Dun est située dans le département de Saône-et-Loire, l'arrondissement de Charolles et depuis 2015 dans le nouveau canton de Chauffailles considérablement agrandi. Elle relevait jusqu'alors du canton de La Clayette aujourd'hui supprimé. Elle a pour voisines sept autres communes. Son périmètre long d'un peu plus de 21 km enserre un territoire en forme d'ovale irrégulier plus étiré en longitude qu'en latitude. Les limites de la commune  sont à peu près totalement artificielles; au sud-ouest pourtant sur 1,8 km la colline du Bois d'Achat la sépare de La Chapelle et au sud son territoire atteint le sommet de la Montagne de Dun point culminant de ce secteur. La superficie de la commune, 17,76 km², est nettement supérieure à la moyenne des communes du Nord-Est roannais, 13 km². La plus grande distance interne, du nord au sud est de 6,9 km mais d'est en ouest dans le voisinage du Sornin on compte tout de même 4,8 km. C'est à l'ouest avec La Chapelle-sous-Dun sur 4,3 km et à l'est avec Saint-Racho sur 4,25 km qu'elle est le plus étroitement soudée. Elle confine avec Mussy-sous-Dun au sud et Châtenay à l'est sur 3 km., avec Curbigny au nord-ouest sur 2,4 km et Gibles au nord-est sur 1,6 km. Dans le coin sud-ouest de son territoire, Varennes touche à Chassigny-sous-Dun par un point seulement où se rencontrent quatre communes.
La rivière le Sornin traverse complètement le territoire communal de Varennes d'est en ouest laissant un peu plus de 7 km2 sur sa rive nord et une dizaine de km² sur sa rive sud, celle-ci plus montueuse que celle-là. En réalité le bassin versant du cours d'eau dans la commune comporte trois compartiments; deux d'entre eux de part et d'autre du Sornin ont un relief et des altitudes sensiblement comparables, le troisième tout au sud se distinguant des deux autres par son caractère montagneux.
Dans chacun des deux compartiments qui bordent la rivière les altitudes décroissent d'est en ouest; dans leur partie occidentale elles se tiennent entre 350 et 400 m et le relief y présente un modelé très doux tandis que leur partie orientale est plus élevée dans l'ensemble avec des altitudes supérieures à 400 mètres et des pentes plus accentuées. Dans ces hauteurs orientales quelques sommets se distinguent en tant que pointements isolés frôlant les 500 m ou les dépassant : les Roches Fayette (496 m) sur la rive nord de la rivière, le Mollet de Trémont (511 m.) et le Bois de Montrossin (529 m.) sur la rive sud. Chacun des deux glacis qui du nord et du sud s'inclinent vers le talweg du Sornin est strié par des ruisseaux de direction orthogonale par rapport à la rivière et qui sont ses tributaires; les ruisseaux du sud sont plus longs que ceux du nord.
Sur environ 3,5 km² dans la partie la plus méridionale du territoire de Varennes, les altitudes se relèvent considérablement dépassant les 600 mètres d'altitude pour culminer à 712 m. Il s'agit d'un massif montagneux fortement redressé formé par la montagne de Dun et ses contreforts et qui domine nettement la campagne environnante dans les communes qui lui doivent leur nom Varennes, la Chapelle, Chassigny, Mussy et Anglure. L'altitude moyenne du territoire communal s'établit à 449 mètres. La pente moyenne comptée entre les 712 m de la montagne de Dun  et l'aval du Sornin, point le plus bas de la commune à 348 m, est de 10 %. Sur la rive nord du Sornin moins accidentée la pente moyenne est plus faible de moitié, à peine plus de 5 %. Localement, la pente peut être beaucoup plus soutenue, 25 % au dessus du lit du haut-Grinçon, 31 % sur le flanc des Roches Fayette. C'est surtout son compartiment méridional qui rattache la commune de Varennes au horst beaujolais mais l'ensemble de son territoire s'étend sur les marges du massif tandis qu'au sud la montagne de Dun en constitue un môle avancé vers l'ouest. C'est ainsi la structure qui explique la double inclinaison  de l'aire municipale de Varennes du sud au nord et de l'est à l'ouest.
Varennes-sous-Dun subit naturellement l'attraction immédiate de La Clayette petite cité commerçante dont l'agglomération inclut la commune. Dans un cadre spatial plus étendu, Roanne, distant de 41 km et où conduit facilement la pente au sein du bassin du Sornin, exerce une influence ressentie dans les domaines commercial, culturel, sanitaire mais en limite de sa zone de rayonnement. En revanche, l'attraction de villes comme Charolles ou Mâcon est plus limitée : dans le cas de  Charolles, pourtant chef-lieu de l'arrondissement auquel appartient Varennes et en dépit de sa relative proximité, du fait son faible poids démographique (2 800 h.); dans le cas de Mâcon malgré son rôle de chef-lieu de département par son relatif éloignement (52 km) et l'obstacle du relief. La petite ville de Paray-le-Monial  bénéficie de sa relative proximité (28 km) et l'attraction de ses commerces et de son hôpital n'est pas négligeable. Enfin. le rôle de la métropole régionale rhônalpine, Lyon, qui ne se trouve qu'à 88 km de la commune est considérable dans les habitudes sociales des Varennois éclipsant celui de Dijon trop éloignée -157 km - de ce coin périphérique de l'espace bourguignon.
Le Brionnais est par excellence un pays de bocage et le territoire de Varennes constitué  de terrains siliceux à la différence des communes situées à l'ouest du Sornin en présente cependant les caractéristiques : prédominance des herbages, parcelles de forme irrégulière et de taille inégale encloses de haies vives, habitat dispersé et réseau serré de chemins ruraux. Il est vrai que la modestie des altitudes - les hauteurs de Dun mis à part - et les conditions climatiques sont analogues à ce qu'elles sont plus à l'ouest. Dans ce type de paysage la répartition de la population multiplie les écarts - une quarantaine dans la commune - et les fermes isolées. Le bourg ne rassemble généralement qu'une assez faible fraction des habitants de la commune. À la différence de ce qui a lieu plus à l'ouest, les lieux habités atteignant la taille du hameau sont bien représentés. Répartis selon les différents secteurs de la commune les lieux-dits sont les suivants :
- au nord du Sornin : les Guernes, les deux  hameaux de Trappeloup  et du Grand Chemin, Combe au Chien, Bel Air, les Bruyères, les Noyers, les Pins, Berrurier, le Montillet, la Saigne, les trois hameaux de Champarny, le Mont et la Tuilière et encore le Buisson, les Augays, les Chambons.
- au sud de la rivière : Roncemay, le Barot, la Beluze, les Croix, les Bodets, Montgesson, la Macelle, la Segaude, les Brûlés, la Rivière, le Vigneau (hameau), les Gachers, les Ronzeaux, les Gelins (hameau), Trémont, le Palluet, Bretesset, les Guinets, Vaux ou Vervaux (hameau), Beauvernay.
- sur les hauteurs méridionales, à plus de 500 m d'altitude : le hameau de la Faux, les Avaizes, la Creuse, les Saignes.
Les communes limitrophes sont  Châtenay, Curbigny, Gibles, La Chapelle-sous-Dun, La Clayette, Mussy-sous-Dun et Saint-Racho.

### Géologie et relief
L'appartenance du territoire de Varennes au massif beaujolais se révèle dans sa nature géologique. Les terrains qu'on y rencontre appartiennent au socle hercynien. Ils sont constitués de roches granitiques, granite porphyrique pour l'essentiel présentant dans le sud un faciès cataclasé, localement du leucogranite. Le fond des vallons aménagés par les petits affluents du Sornin est comblé par des colluvions tandis que le couloir de la vallée du Sornin est tapissé d'alluvions récentes, sables et limons.

### Hydrographie
Le réseau hydrographique dans la commune de Varennes est représenté par le Sornin et ses tributaires directs. La rivière forme l'axe central de ce réseau traversant la commune d'est en ouest sur un peu plus de 5 km. Elle entre à Varennes à l'altitude de 379 m. et en ressort à 348 m. Sa pente moyenne est ainsi de 0,6 %, celle d'un cours d'eau de demi-montagne. Le Sornin est une rivière alimentée par des précipitations abondantes, comme tous les cours d'eau issus de la partie occidentale des monts du Beaujolais. Il présente des fluctuations saisonnières de débit très marquées, comme bien souvent dans l'est de la France, avec des hautes eaux d'hiver et de printemps (maximum en février), et des basses eaux d'été, de juillet à septembre, avec une baisse très marquée du débit moyen mensuel. Il reçoit plusieurs petits affluents dont le cours est entièrement inclus dans la commune de Varennes; deux d'entre eux portent un nom, sur sa rive gauche le ruisseau de la Proie (2,8 km de cours) coulant du sud au nord et plus en aval sur sa rive droite le Reuil (2 km de cours) coulant du nord au sud. Dans la partie sud de la commune, le cours supérieur du Grinçon (1 km) appartient lui aussi au bassin du Sornin. Ce ruisseau naît sur le flanc sud-occidental de la Montagne de Dun et se jette dans la rivière à La Chapelle-sous-Dun. Seul échappe au bassin proprement dit du Sornin tout à fait au nord du territoire de Varennes sur quelques centaines de mètres un ruisselet  tributaire de la Genette.

### Climat
Pour des articles plus généraux, voir Climat de la Bourgogne-Franche-Comté et Climat de Saône-et-Loire.
En 2010, le climat de la commune est de type climat océanique dégradé des plaines du Centre et du Nord, selon une étude du Centre national de la recherche scientifique s'appuyant sur une série de données couvrant la période 1971-2000. En 2020, Météo-France publie une typologie des climats de la France métropolitaine dans laquelle la commune est exposée à un climat de montagne ou de marges de montagne et est dans la région climatique Centre et contreforts nord du Massif Central, caractérisée par un air sec en été et un bon ensoleillement.
Pour la période 1971-2000, la température annuelle moyenne est de 10,4 °C, avec une amplitude thermique annuelle de 16,6 °C. Le cumul annuel moyen de précipitations est de 958 mm, avec 12 jours de précipitations en janvier et 8,2 jours en juillet. Pour la période 1991-2020, la température moyenne annuelle observée sur la station météorologique de Météo-France la plus proche, « Matour_sapc », sur la commune de Matour à 12 km à vol d'oiseau, est de 11,0 °C et le cumul annuel moyen de précipitations est de 1 029,8 mm. 
La température maximale relevée sur cette station est de 39 °C, atteinte le 24 juillet 2019 ; la température minimale est de −16,4 °C, atteinte le 5 février 2012,,.
Les paramètres climatiques de la commune ont été estimés pour le milieu du siècle (2041-2070) selon différents scénarios d'émission de gaz à effet de serre à partir des nouvelles projections climatiques de référence DRIAS-2020. Ils sont consultables sur un site dédié publié par Météo-France en novembre 2022.

### Milieux naturels et biodiversité
La couverture végétale constitue un autre caractère géographique qui témoigne du rattachement de la commune de Varennes au massif beaujolais. Alors que des communes voisines mais situées à l'ouest du Sornin ont un taux de boisement très faible (Baudemont intégré comme Varennes dans l 'agglomération de La Clayette, n'a que moins de 2 % de son territoire couvert de bois et  St-Laurent-en-Brionnais pourtant si proche n'a que le très modeste taux de 1,39 %) près de 21 % du territoire de Varennes sont forestiers. D'autre part, ce boisement est le fait de conifères, caractéristique des terrains siliceux du socle alors que les feuillus dominent à l'ouest du Sornin dans le Brionnais sédimentaire. Plus des 3/4 des placages forestiers de la commune couvrent le sud de son territoire, répartis sur le versant de la Montagne de Dun et prolongés vers le nord-ouest par le Bois des Fous ; le Bois de la Chais et le Bois de Lachat tandis qu'une portion de la forêt chapeloise de Dreuillen s'étend sur la rive gauche du haut Grinçon. Ailleurs dans la commune, les espaces boisés sont beaucoup moins importants : Bois de Montrossin et Bois des Ronzeaux dominant la rive gauche du Sornin et, sur la rive nord de la rivière, le secteur nettement plus modeste de Chemineau-les Roches Fayette et du Bois du Mollet.

## Urbanisme

### Typologie
Au 1er janvier 2024, Varennes-sous-Dun est catégorisée commune rurale à habitat dispersé, selon la nouvelle grille communale de densité à sept niveaux définie par l'Insee en 2022.
Elle appartient à l'unité urbaine de La Clayette, une agglomération intra-départementale regroupant trois  communes, dont elle est une commune de la banlieue,,. La commune est en outre hors attraction des villes,.

### Occupation des sols
L'occupation des sols de la commune, telle qu'elle ressort de la base de données européenne d’occupation biophysique des sols Corine Land Cover (CLC), est marquée par l'importance des territoires agricoles (76,5 % en 2018), en diminution par rapport à 1990 (77,4 %). La répartition détaillée en 2018 est la suivante : 
prairies (68,6 %), forêts (20,9 %), zones agricoles hétérogènes (7,9 %), zones urbanisées (2,6 %). L'évolution de l’occupation des sols de la commune et de ses infrastructures peut être observée sur les différentes représentations cartographiques du territoire : la carte de Cassini (XVIIIe siècle), la carte d'état-major (1820-1866) et les cartes ou photos aériennes de l'IGN pour la période actuelle (1950 à aujourd'hui).

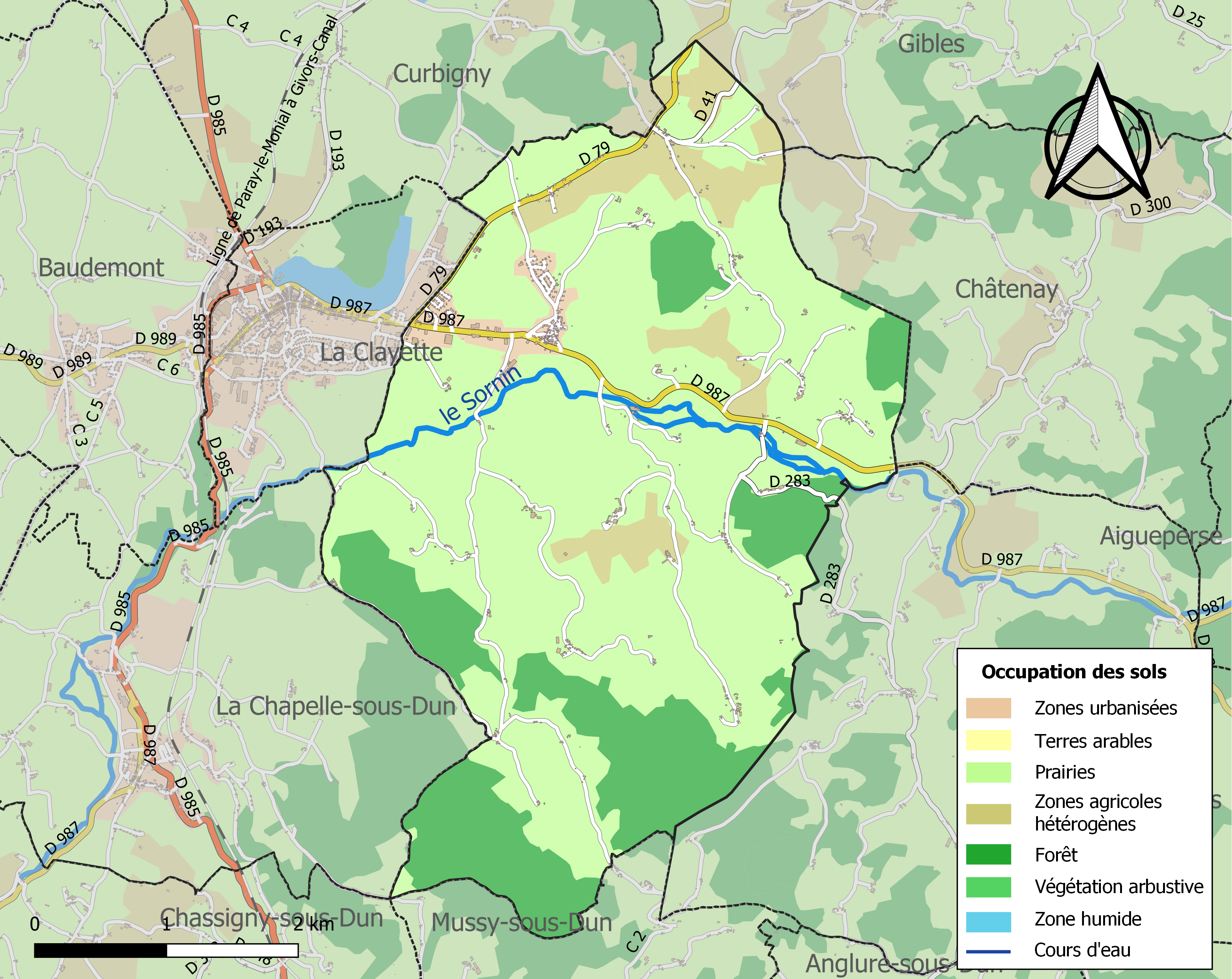
Carte des infrastructures et de l'occupation des sols de la commune en 2018 (CLC).

### Lieux-dits, hameaux et écarts
Quelques noms s'attachent d'autre part à des lieux non habités : au nord ce sont Terre des Orges, les Vières, Croix Blanche, Croix du Charme, les Terres de Lalion, Chemineau, les Manges, le Champ du Gaud, les Trappes, la Chevinete, les Grandes Bruyères, la Garlière, le Moulon ; au sud : Croix Tachon, Pâquier des Bœufs, les grandes Terres, les Aprats, les Aivis, Croix du Bar, les Terres Birot, les Panets, Pré de la Planche, les Plains, le Perchat ; les Barges, les Mouillères, les Grelins, Pré Noir, Pierre-qui-Vire. Les Roches Fayette au nord et le Mollet de Trémont correspondent à des sommets. Le bourg proprement dit de Varennes ne rassemble que 70 habitants soit 12 % seulement de la population de la commune. Pourtant la zone urbanisée représente une proportion nettement plus forte que ce pourcentage. En effet le bourg est bordé par deux importants lotissements celui de la rue du Pressoir et celui de la Terre de la Vigne tandis que les quartiers limitrophes de la commune de La Clayette Beau Site et la Croix Bouthier constituent eux aussi des zones pavillonnaires densément habitées. C'est aussi dans le quartier de la Croix Bouthier et plus encore dans la zone artisanale du Pasquier que se concentrent un grand nombre d'entreprises des secteurs secondaire et tertiaire qui contribuent à donner à la commune un caractère urbain marqué. Il n'y a pas de solution de continuité entre les secteurs habités des deux communes de La Clayette et de Varennes si bien que l'ensemble forme, avec Baudemont,  une seule et même agglomération de 2659 habitants (en 2017) approchant ainsi de la taille d'une petite ville.

### Voies de communication et transports
A l'instar de nombreuses communes rurales brionnaises, Varennes est desservie par un réseau routier d'une longueur modeste (7,7 km). Ce réseau routier fait intervenir deux routes départementales essentiellement, la D 987 et la D 79. La première traverse la commune dans le sens ouest-est sur 4 km empruntant la vallée du Sornin sur la rive nord de la rivière à partir du bourg de Varennes et se dirige ensuite sur Matour et Mâcon. La D 79 venant elle aussi de La Clayette, plus courte dans la commune que la précédente (2,3 km) moins passante également court du sud-ouest au nord-est et prend la direction de Saint-Bonnet-de-Joux. Une troisième voie départementale, de desserte locale, la D 283, se greffe sur la D 987 au lieudit les Chambons et après 1,4 km quitte la commune pour rallier le bourg voisin de Saint-Racho. La densité du réseau des routes départementales est ainsi de 433 m./km².
Un ensemble de chemins communaux asphaltés relie les écarts peuplés au bourg. Varennes bénéficie d'un privilège que partagent bien peu de localités de la région et qui réside dans l'accès au chemin de fer : ses deux voisines au sein de la même agglomération La Clayette et Baudemont sont traversées par la voie ferrée Lyon-Paray-le-Monial et la gare ferroviaire qui leur est commune se trouve à 3 km seulement du bourg de Varennes. Plusieurs convois de voyageurs circulant dans les deux sens s'y arrêtent chaque jour. La ligne TGV est accessible à la gare de Lyon-La Part Dieu en 87 km ou à celle de Montchanin-Le Creusot en direction de Paris en 74 km. L'aéroport de Lyon-Saint-Exupéry se trouve à  119 km de Varennes.

## Histoire
1790 : Philibert Pitoys-Labaume, curé de Varennes-sous-Dun depuis 1768, est nommé président du directoire de Marcigny.

## Politique et administration
| Période                                  | Période   | Identité         | Étiquette | Qualité                                   |
| ---------------------------------------- | --------- | ---------------- | --------- | ----------------------------------------- |
| avant 1981                               | 1983      | Antonin Delangle |           |                                           |
| mars 1983                                | mars 2014 | Alain Gautheron  | UMP       | Carrossier Conseiller général (1993-2015) |
| mars 2014                                | en cours  | Pascale Malherbe |           |                                           |
| Les données manquantes sont à compléter. |           |                  |           |                                           |

## Population et société

### Démographie
L'histoire démographique de Varennes-sous-Dun présente un décalage par rapport à l'évolution de la population dans bon nombre de localités rurales de la région depuis deux siècles. Cette évolution s'est déroulée ailleurs le plus souvent en trois phases ; la première couvrant la période 1800-1850 ou 1800-1875 marquée par une forte croissance de la population, la seconde généralement longue d'un siècle caractérisée par une érosion démographique importante parfois spectaculaire, la troisième qui a vu une notable reprise de la croissance depuis les plus récentes décennies. Si les causes qui ont déterminé l'existence de plusieurs phases dans l'histoire démographique de la commune sont pour une bonne part identiques à celles qui se sont manifestées dans les campagnes de la région en général du moins n'y a t-il pas concordance avec le déroulement de cette histoire telle que décrite ci-dessus en ce qui concerne tant le nombre de phases que les dates initiales et finales et la durée de chacune d'elles. La première moitié du XIXe siècle a connu à Varennes comme ailleurs une croissance continue de la population due au maintien d'une forte natalité au sein d'une société paysanne mais qui s'est révélée ici relativement modeste (1 058 h. en 1800,  1 435 - pic démographique - en 1841 soit  seulement + 36 % 40 ans). Au cours de la seconde moitié du XIXe siècle s'est déclenché l'exode rural  induit par l'industrialisation des petites villes de la région demandeuses de main-d'œuvre. S'est alors amorcé un déclin de la population que les pertes humaines de la Première Guerre mondiale ont accentué, qui a duré exactement un siècle et qui s'est prolongé jusqu'à  la fin de la Seconde Guerre mondiale. Varennes avait connu ainsi une véritable hémorragie humaine qui lui avait fait perdre  60 % de ses habitants. La commune a  été concernée par la troisième phase "classique" de l'évolution démographique des campagnes de la région marquée par une reprise de croissance mais cette séquence a pris fin beaucoup plus tôt qu'ailleurs : elle n'a duré que moins d'un demi siècle et lorsqu'elle s'est terminée en 1990 la progession n'avait été que de 25 %. Les deux décennies les plus récentes ont connu un retour à la récession démographique dans des proportions heureusement limitées mais il ne restait que 573 habitants à Varennes en 2017, soit à peu près le niveau de ce qui avait été en 1946 son étiage historique.

L'évolution du nombre d'habitants est connue à travers les recensements de la population effectués dans la commune depuis 1793. Pour les communes de moins de 10 000 habitants, une enquête de recensement portant sur toute la population est réalisée tous les cinq ans, les populations de référence des années intermédiaires étant quant à elles estimées par interpolation ou extrapolation. Pour la commune, le premier recensement exhaustif entrant dans le cadre du nouveau dispositif a été réalisé en 2004.

En 2022, la commune comptait 525 habitants, en évolution de −11,02 % par rapport à 2016 (Saône-et-Loire : −1,06 %, France hors Mayotte : +2,11 %).
| 1793  | 1800  | 1806  | 1821  | 1831  | 1836  | 1841  | 1846  | 1851  |
| ----- | ----- | ----- | ----- | ----- | ----- | ----- | ----- | ----- |
| 1 150 | 1 058 | 1 104 | 1 212 | 1 275 | 1 429 | 1 435 | 1 408 | 1 254 |

| 1856  | 1861  | 1866  | 1872  | 1876 | 1881 | 1886  | 1891 | 1896 |
| ----- | ----- | ----- | ----- | ---- | ---- | ----- | ---- | ---- |
| 1 199 | 1 090 | 1 068 | 1 038 | 963  | 999  | 1 023 | 976  | 903  |

| 1901 | 1906 | 1911 | 1921 | 1926 | 1931 | 1936 | 1946 | 1954 |
| ---- | ---- | ---- | ---- | ---- | ---- | ---- | ---- | ---- |
| 875  | 843  | 802  | 614  | 662  | 620  | 569  | 564  | 596  |

| 1962 | 1968 | 1975 | 1982 | 1990 | 1999 | 2004 | 2006 | 2009 |
| ---- | ---- | ---- | ---- | ---- | ---- | ---- | ---- | ---- |
| 614  | 683  | 716  | 757  | 737  | 613  | 640  | 628  | 604  |

| 2014 | 2019 | 2022 | - | - | - | - | - | - |
| ---- | ---- | ---- | - | - | - | - | - | - |
| 588  | 539  | 525  | - | - | - | - | - | - |

## Économie
La régression de la part prise par l'agriculture par rapport à l'ensemble des activités économiques, phénomène commun aux campagnes de la région, est loin d'avoir connu à Varennes-sous-Dun l'ampleur avec laquelle elle s'est produite dans certaines communes rurales des environs. La vocation agricole de la commune se manifeste par le maintien sur son territoire d'un nombre appréciable d'exploitations. Leur nombre s'y est certes considérablement réduit au cours des dernières décennies; il y en avait 62 en 1988, 42 en 2000, 26 en 2010, il en reste  14 actuellement. On compte ainsi dans la commune une exploitation pour 44  habitants soit une proportion sensiblement égale à certaines communes environnantes (1 pour 45 à Vareilles 1 pour 49 à Chassigny-sous-Dun) ou nettement plus forte (1 pour 88 à La Chapelle-sous-Dun). La surface agricole utile totale - 1290 ha - était en 2010 date du dernier recensement agricole en date) nettement inférieure à ce qu'elle était précédemment (1418 ha en 2000, 1556 en 1988) La pédologie et le climat expliquent la part écrasante des herbages - 1205 ha soit 58,6 % de la SAU leur surface ayant pourtant diminué en relation avec la réduction de cette SAU (1290 en 2010, 1418 en 2000, 1556 en 1988). Toutes les exploitations de la commune pratiquant l'élevage bovin relèvent de la filière viande, avec des cheptels de race charolaise, activité conforme à la spécialité dominante dans la région. Le nombre de têtes de bétail avait  considérablement baissé entre 2000 et 2010 passant de 2704 à 1970. Les exploitations sont bien réparties sur le territoire municipal au nord du Sornin : l'une au lieudit les Noyers, une autre à la Saigne , une autre encore au bourg mais aussi  trois autres respectivement à Berrurier, à Champerny, au Mont et à la Tuilière. Au sud de la rivière on en compte six autres situées pour deux d'entre elles au lieudit le Vigneau chacune des quatre les plus méridionales se trouvant au lieudit les Gelins, au lieudit les Ronzeaux, au lieudit Paluet et enfin au hameau de la Faux. L'exploitation dont le siège est aux Gelins pratique concurremment à l'élevage des bovins celui des volailles.
Les activités du secteur "secondaire", industrie et artisanat, ont trouvé leur place dans la  zone d'activité du Pasquier. Une entreprise de métallerie, menuiserie métallique et serrurerie s'y trouve ainsi qu'une société d'installations électriques et de climatisation, une autre de fabrication d'échelles et d'échafaudages, une entreprise de production et distribution d'engrais et de fertilisants, un garage de carrosserie automobile et l'atelier d'un ébéniste; plus proches du bourg une seconde entreprise de métallerie-serrurerie et une menuiserie travaillant l'aluminium et le PVC. Hors de la zone artisanale se trouve une filature de laine au Moulin de Champerny.
Le domaine des services est particulièrement bien représenté à Varennes notamment dans ce qui touche à l'automobile où la zone du Pasquier en héberge un certain nombre : un garage concessionnaire d'une marque française de camions pratiquant aussi la location de ce type de véhicules, un garage de mécanique auto, un autre vendant des voitures d'occasion, un centre de contrôle technique auto, une entreprise de transport routier de proximité, une entreprise encore assurant la réparation du matériel agricole. Le quartier de la Croix Bouthier quant à lui complète la liste des activités liées à l'automobile avec deux garages de mécanique auto, une station-service et une station de lavage de véhicules comprises toutes deux dans l'enceinte d'un supermarché. A proximité un service d'ambulances fonctionne dans le quartier de Beau Site. A l'écart des zones d'activité une société d'entrepôts frigorifiques est établie sur la route départementale 987 à 2,5 km à l'est du bourg, une entreprise de terrassement à la Combe au Chien et une autre de travaux forestiers aux Augays. Un cabinet vétérinaire se trouve Route de Gibles et un magasin d'optique est inclus dans l'enceinte d'un supermarché à la Croix Bouthier. Varennes accorde à l'hébergement une place notable. Ce secteur réunit dans la commune quatre gîtes ruraux établis l'un à Trappeloup, un autre à Champerny, un troisième aux Augays, un autre enfin aux Avaizes. Des chambres d'hôtes se trouvent pour les unes dans le bourg pour les autres au lieudit la Saigne.
Dans le secteur "tertiaire" la commune de Varennes est aussi bien pourvue; la grande distribution est représentée à la Croix Bouthier à la fois par un supermarché généraliste et par un magasin de bricolage. Dans les mêmes parages et concernant des commerces spécialisés on trouve un magasin de meubles, un commerce de vente de matériel audiovisuel et d'électroménager, une société vendant des pneus et en assurant le montage et une entreprise de vente et de location de matériel médico-chirurgical; dans la galerie marchande du supermarché un magasin de sport. Un commerce d'alimentation est établi au lieudit Vervaux (ou Vaux) et u lieudit la Tuilière une entreprise diffuse des chenils et des remorques pour chiens. Enfin les soins du corps comptent un salon de coiffure lui aussi dans la galerie marchande du supermarché et une diététicienne-naturopathe au lieudit la Tuilière.

## Culture locale et patrimoine

### Lieux et monuments
- L'église, placée sous le vocable de Saint-Martin, qui date de 1843-1845[25].

## Pour approfondir